# Musau (Autriche)
Pour les articles homonymes, voir Musau (homonymie).
Musau est une commune autrichienne du district de Reutte dans le Tyrol.

## Personnalités
- Josef Zotz (1902-1941), prêtre catholique opposé au nazisme, est né à Musau.